# Rue Libergier
La rue Libergier est une voie de la commune de Reims, située dans le département de la Marne, en région Grand Est.

## Situation et accès
Débutant rue Chanzy elle aboutit boulevard Paul Doumer vers la rivière Vesle.

## Origine du nom
Elle porte le nom de Hugues Libergier, architecte de l'ancienne église Saint-Nicaise.

## Historique
La rue a été traversée par l'enceinte de l'oppidum augustéen au niveau du n° 25. L'habitat était composé de jardins, vergers et de villas sur un substrat plus ancien ; une domus du IIIe siècle avait une fontaine.
La rue porte ce nom depuis 1836 en créant une rue qui partait de la cathédrale, en remplacement de la rue Sainte-Catherine, puis en traversant l'ancien jardin du couvent des carmélites, elle fut une nouvelle fois allongée pour aboutir au canal de l'Aisne à la Marne en 1853. La rue perdait la partie haute, au sortir de la Grande Guerre pour devenir rue Rockefeller.

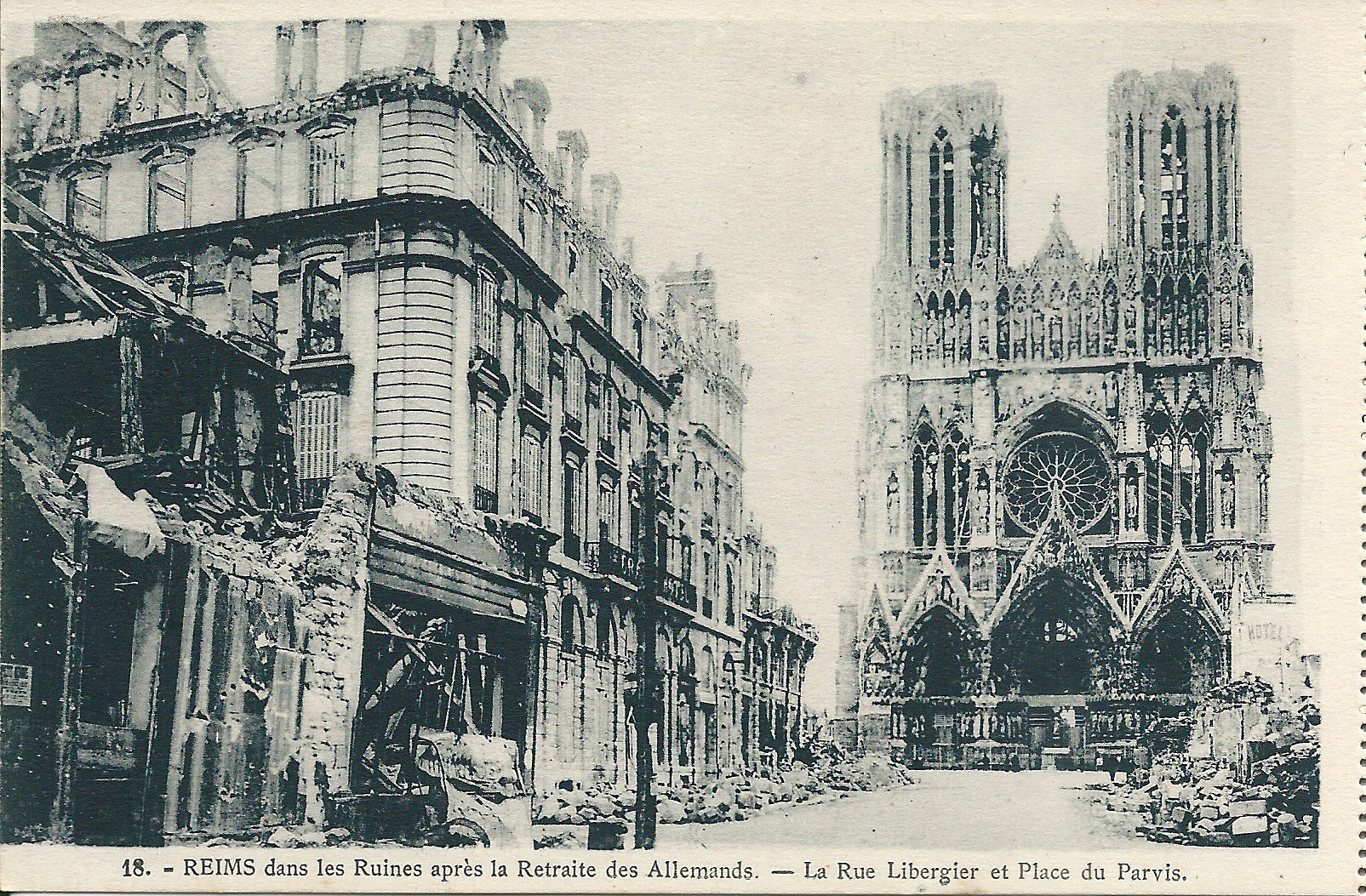
Dégâts de la Grande Guerre,
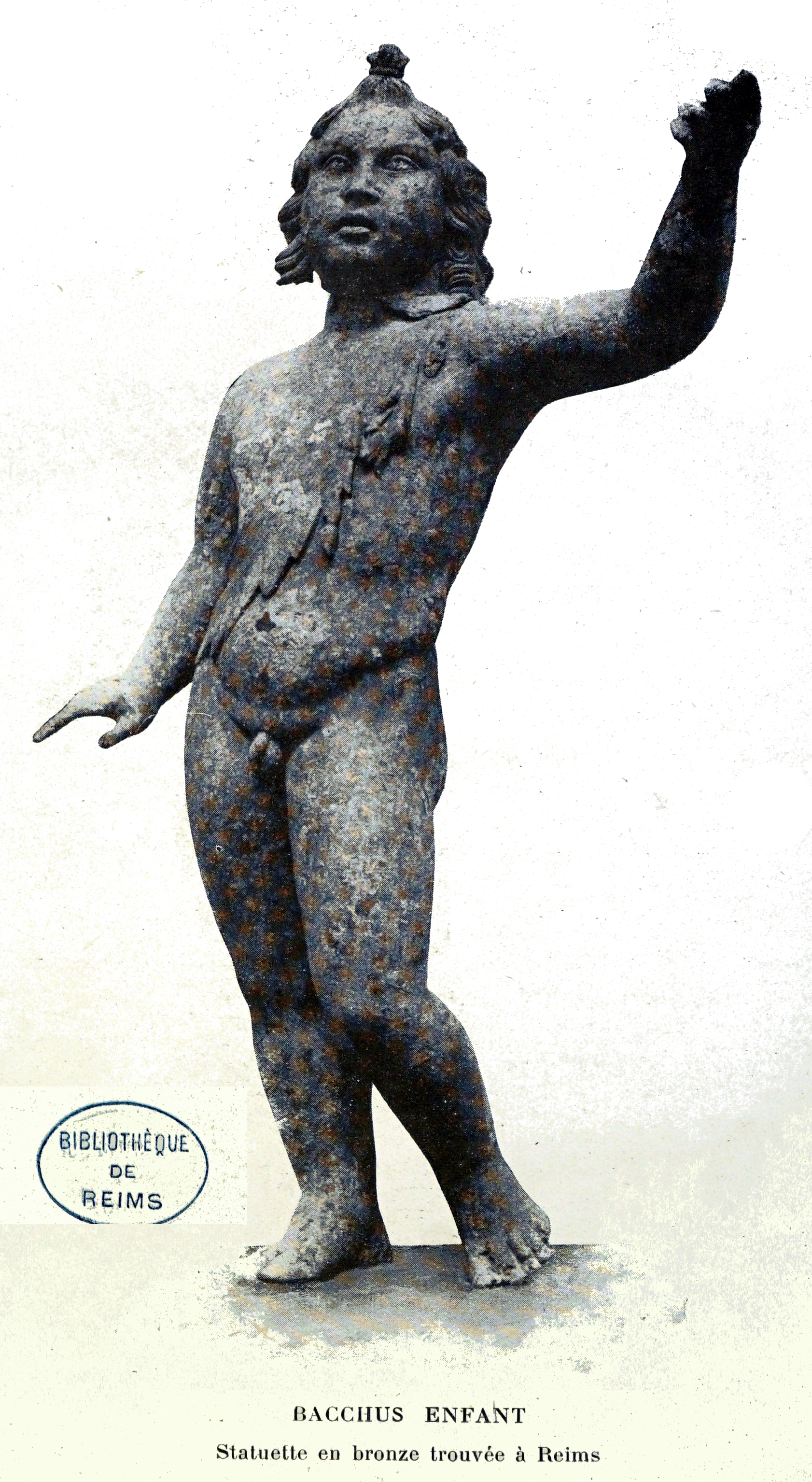
Bacchus enfant, bronze moulé trouvé rue Libergier,
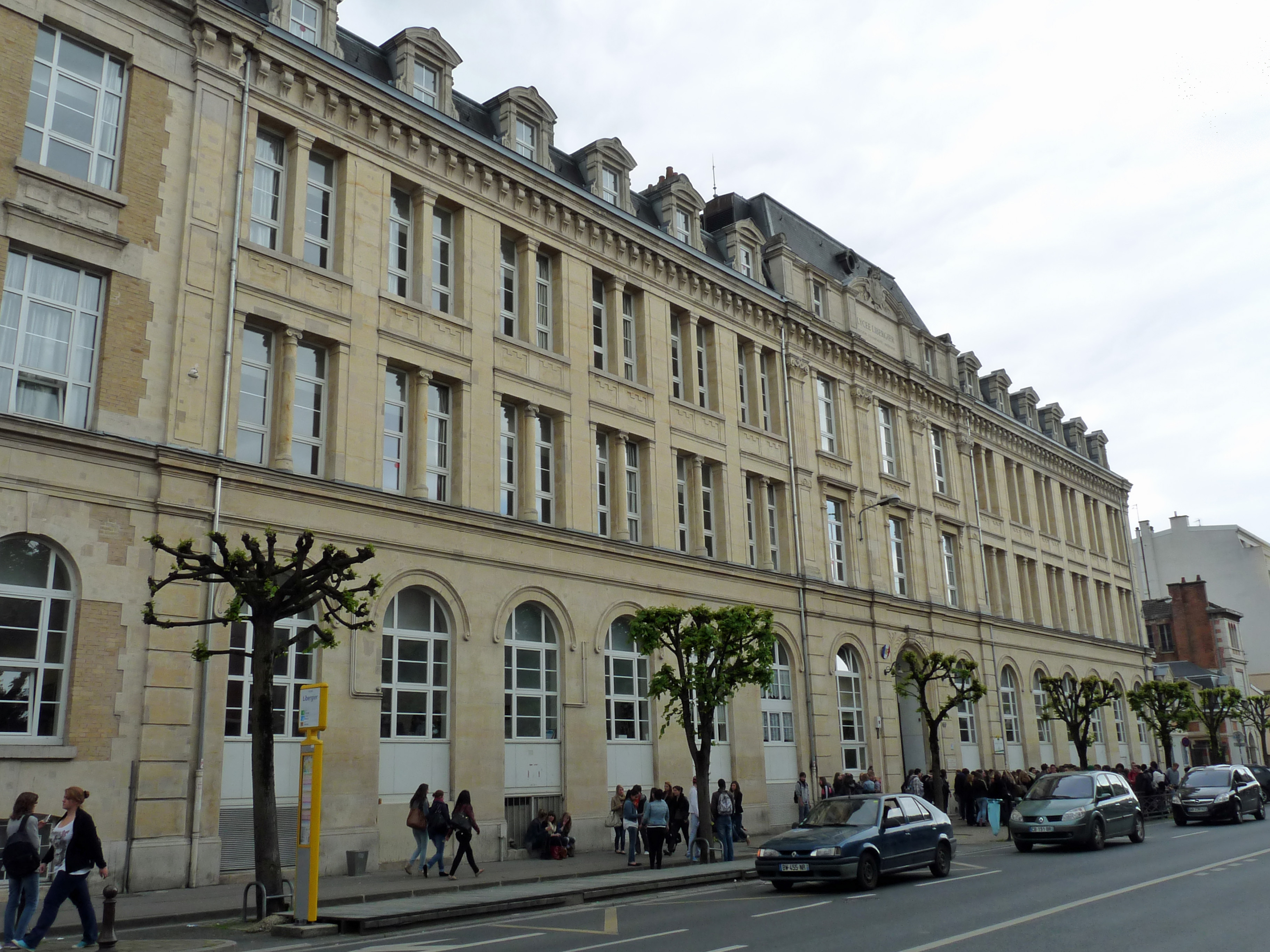
le Lycée Hugues-Libergier.

## Bâtiments remarquables et lieux de mémoire
- Lycée Hugues-Libergier, lycée d'enseignement général et technologique public.